# Anastasio Alberto Ballestrero
Anastasio Alberto Ballestrero, O.C.D., italijanski rimskokatoliški duhovnik, škof in kardinal, * 3. oktober 1913, Genova, † 21. junij 1998.

## Življenjepis
6. junija 1936 je prejel duhovniško posvečenje.
21. decembra 1973 je bil imenovan za nadškofa Barija in 2. februarja 1974 je prejel škofovsko posvečenje. Med 1. avgustom 1977 in 31. januarjem 1989 je bil nadškof Torina.
30. junija 1979 je bil povzdignjen v kardinala in imenovan za kardinal-duhovnika S. Maria sopra Minerva.